# Summer in Transylvania
Summer in Transylvania is een live-actionjongerenprogramma dat in oktober 2010 werd uitgezonden op Nickelodeon UK. De naam van het programma was eigenlijk Freaky Farleys maar is later veranderd in Summer in Transylvania. Het programma is gefilmd in Hendon dicht bij Londen. Het is Nickelodeon Engeland zijn eerste zelf geproduceerde programma na Genie in the House.
Het programma was in 2012 te zien op Nickelodeon NL.

## Verhaal
Tiener Summer Farley (Sophie Stuckey) verhuist met haar broer en vader naar Transsylvanië. Ze gaat naar een nieuwe middelbare school daar, genaamd Stoker High. Op deze school zitten allemaal zombies, weerwolven, vampiers, mummies en vele andere monsters. Ze probeert deze school te overleven met haar vrienden, Heidi de zombie (Amy Wren) en Bobby de weerwolf (Kane Ricca). Bobby blijkt sterke gevoelens voor Summer te hebben.

## Rolverdeling
| Acteur          | Personage      | Opmerkingen |
| --------------- | -------------- | --- |
| Sophie Stuckey  | Summer Farley  | Summer is lief, slim en erg geestig. Summer is echt een knap meisje en sommige hebben al snel een oogje op haar. Ze heeft twee beste vrienden, Heidi en Bobby. Ze is er net achter dat Bobby een oogje op haar heeft, ze vindt hem leuk, maar niet op die manier.                            |
| Eros Vlahos     | Jake Farley    | Jake is de jongere broer van Summer, waar verder nog niks van bekend is. |
| Richard Lumsden | Dr Mike Farley | Mike is de vader van Summer en haar jongere broertje Jake, voor de rest is er ook niks over dit personage bekend. |
| Amy Wren        | Heidi          | Heidi is Summer's beste vriendin. Ze is leuk maar ze durft te vertellen wat ze van iemand vindt. Ze draagt altijd erg opvallende kleding. Heidi is een zombie. |
| Kane Ricca      | Bobby          | Bobby is lief, grappig en een beetje vreemd. Hij is erg verliefd op Summer, hij vindt het dan ook niet leuk dat Summer andere jongens leuker vindt. Bobby is een weerwolf. |
| Dan Black       | Rolf           | De meiden vinden hem erg hot, maar hij is ongewoon stil. Zijn adem stinkt erg, en blijkbaar is hij in het geheim verliefd op Summer. Rolf is de vriend van Serena. Rolf is een weerwolf. |
| Charlie Evans   | Serena         | Ze is mooi en erg mysterieus. Ze zorgt ervoor dat Summer's leven een hel is. Toch is Serena in de aflevering Banned erg aardig, omdat Summer haar kan helpen. Ze lijkt op momenten vriendelijk te zijn, maar dat is ze dan toch niet. Serena is de vriendin van Rolf. Serena is een vampier. |
| Andrew Harrison | Dr Tempest     | Dr Tempest is een leraar op het Stoker High. Hij geeft Engelse les en is hoofd van het duister. Dr Tempest is een vampier. |